# Йенсен, Аугуст
Аугуст Йенсен (норв. August Jensen; род. 19 августа 1991 года в Будё, Норвегия) — норвежский шоссейный велогонщик, выступающий c 2018 года за команду «Israel Start-Up Nation». Бронзовый призёр взрослого чемпионата Норвегии в групповой гонке (2014), чемпион Норвегии среди андеров в групповой гонке (2012). Участник чемпионата мира 2017 (не финишировал в групповой гонке) и чемпионата Европы 2017 (115-е место в групповой гонке) и 2018 (не финишировал в групповой гонке).

## Достижения
2012
Чемпионат Норвегии
1-й  Групповая гонкаU23
1-й Этап 2 Тур Ямтланда
2014
Арктическая гонка Норвегии
1-й  Горная классификация
2015
1-й  Circuit des Plages Vendéennes
1-й Этапы 2 & 4
1-й  Крейз Брейз Элит
1-й Этап 4
Арктическая гонка Норвегии
1-й  Горная классификация
2016
1-й  Гран-при Либерти Сегурос
1-й Этап 1
4-й Гран-при Виборга
6-й Тур Восточной Богемии
9-й Гран-при Рингерике
10-й Тур Норвегии
2017
Тур Оберёстеррайха
1-й  Очковая классификация
1-й Этапы 3 & 4
2-й Арктическая гонка Норвегии
1-й Этап 3
4-й Тур Фьордов
4-й Тур Нормандии
4-й Чемпионат Фландрии
4-й Гран-при Рингерике
5-й Тур Норвегии
6-й Крейз Брейз Элит
1-й  Очковая классификация
9-й Гран-при Лиллера
9-й Хейстсе Пейл
10-й Тур Луара и Шера
1-й Этап 5
2018
5-й Elfstedenronde
8-й Халле — Ингойгем
10-й Гран-при Импанис–Ван Петегем